# Степная Неёловка
Степная Неёловка — село в Базарно-Карабулакском районе Саратовской области в составе городского поселения Свободинское муниципальное образование.

## География
Находится на расстоянии примерно 5 километров по прямой на север от районного центра поселка Базарный Карабулак.

## История
Официальная дата основания 1675 год. Основана помещиком Василием Неёловым. В 1746 году была построена деревянная Николаевская церковь (в 1863 году построена новая). В канун крестьянской реформы 1861 года в сельце в 68 дворах проживало 412 человек. В 1917 году в селе насчитывалось 152 двора и 1093 жителя.
До 2018 года входило в  Хватовское муниципальное образование.

## Население
Постоянное население составляло 187 человек в 2002 году (русские 91%) , 117 в 2010.